# Gordon Jenkins
Pour les articles homonymes, voir Jenkins.
Gordon Jenkins est un compositeur, acteur, réalisateur, scénariste et producteur américain né le 12 mai 1910 à Webster Groves, Missouri (États-Unis), décédé le 1er mai 1984 à Malibu (Californie). Il a travaillé notamment avec Frank Sinatra, Louis Armstrong, Ella Fitzgerald, Nat King Cole, Judy Garland ou The Andrews Sisters.

## Biographie
Sa collaboration avec le groupe The Weavers de Pete Seeger lui permet d'être classé numéro 1 aux États-Unis durant 13 semaines à l'automne 1950 grâce au titre Goodnight Irene, enregistré sur un disque, dont le titre de la face B est Tzena, Tzena, Tzena. La chanson israélienne qu'il a arrangé spécialement pour le groupe est classé numéro 2 par le Billboard magazine.

## Filmographie

### Comme compositeur
- 1937 : La Vie facile (Easy Living)
- 1937 : Exclusive
- 1937 : This Way Please
- 1937 : Blossoms on Broadway
- 1937 : Romance burlesque (Thrill of a Lifetime)
- 1938 : Big Broadcast of 1938 (The Big Broodcast of 1938)
- 1938 : Dr. Rhythm
- 1938 : Coconut Grove
- 1938 : La Belle de Mexico (Tropic Holiday)
- 1944 : San Fernando Valley
- 1945 : Strange Holiday
- 1951 : Footlight Varieties
- 1952 : Bwana Devil
- 1956 : New-York's my home (interprétée par Ray Charles en 1960 sur l' album : The Genius hits the road).
- 1956 : Saturday Spectacular: Manhattan Tower (TV)
- 1959 : The Phil Silvers Pontiac Special: Keep in Step (TV)
- 1961 : Car 54, Where Are You? (série télévisée)
- 1962 : The Merv Griffin Show (série télévisée)
- 1977 : Rosetti and Ryan (série télévisée)
- 1980 : De plein fouet (The First Deadly Sin)

### Comme acteur
- 1954 : The Colgate Comedy Hour

### Comme réalisateur
- 1956 : Saturday Spectacular: Manhattan Tower (TV)

### Comme scénariste
- 1956 : Saturday Spectacular: Manhattan Tower (TV)

### Comme producteur
- 1956 : Saturday Spectacular: Manhattan Tower (TV)